# Arnsdorf (b Dresden)
Arnsdorf (b Dresden) (niem: Bahnhof Arnsdorf (b Dresden)) – stacja kolejowa w Arnsdorf, w kraju związkowym Saksonia, w Niemczech. Znajduje się na linii Görlitz – Dresden-Neustadt  i Kamenz – Pirna. Stacja miała wcześniej rozbudowany systemów torów dla pociągów towarowych i pasażerskich z trzema peronami i 30 torami.
Według klasyfikacji Deutsche Bahn posiada kategorię 5.

## Linie kolejowe
- Linia Görlitz – Dresden-Neustadt
- Linia Kamenz – Pirna